# Ceraria kaokoensis
Ceraria kaokoensis är en tvåhjärtbladig växtart som beskrevs av Wessel Swanepoel. Ceraria kaokoensis ingår i släktet Ceraria och familjen Didiereaceae. Inga underarter finns listade i Catalogue of Life.